# Ligne 31 du tramway de Bruxelles
L'ancienne ligne 31 du tramway de Bruxelles était une ligne de tramway, circulant uniquement en soirée, qui a été créée le 30 juin 2008 lors de la dernière phase de la restructuration du réseau tram de la STIB. Elle reliait la Gare du Nord à Marius Renard en empruntant l’axe prémétro Nord-Sud jusqu'à Lemonnier, inclus. Elle était en cadence avec la ligne 32. Elle a été supprimée le 23 février 2015.

## Histoire

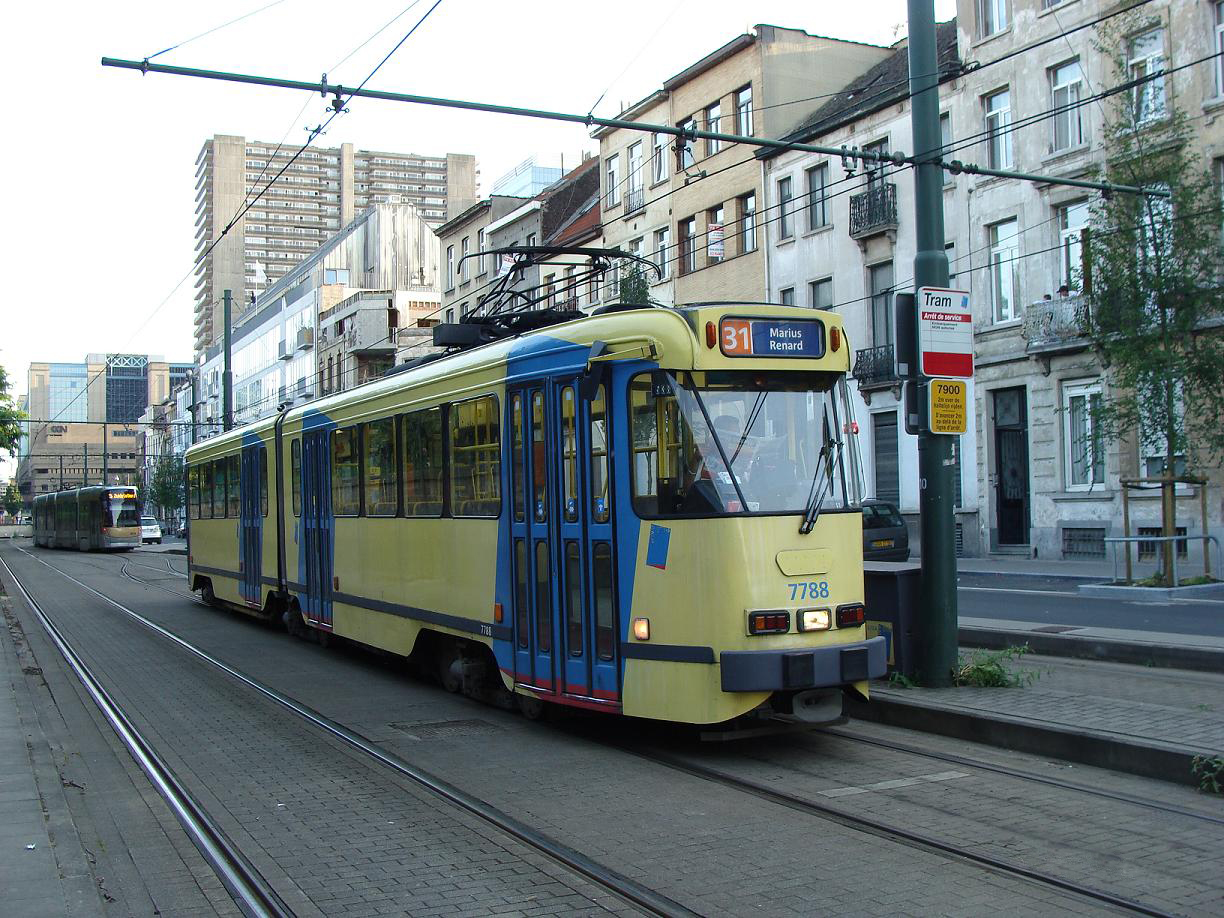
La motrice 7788 à progres lors du premier jour de mise en service

La ligne 31 du tramway de Bruxelles a été créée le 30 juin 2008 car, en soirée, quand les fréquences sont moins soutenues, nombreux sont les clients qui préfèrent limiter les correspondances. Cette ligne de soirée ne roulait, comme son nom l'indique, qu'en soirée, c'est-à-dire après 20 h, comme cétait déjà le cas depuis le 2 juillet 2007 pour la ligne 32. Elle résultait de la fusion des lignes 4 et 81 après 20 heures.
La ligne 31 a été supprimée le 23 février 2015, afin d'offrir une meilleure offre en soirée et d'augmenter la fréquence des tramways sur la ligne 81.

## Tracé et stations

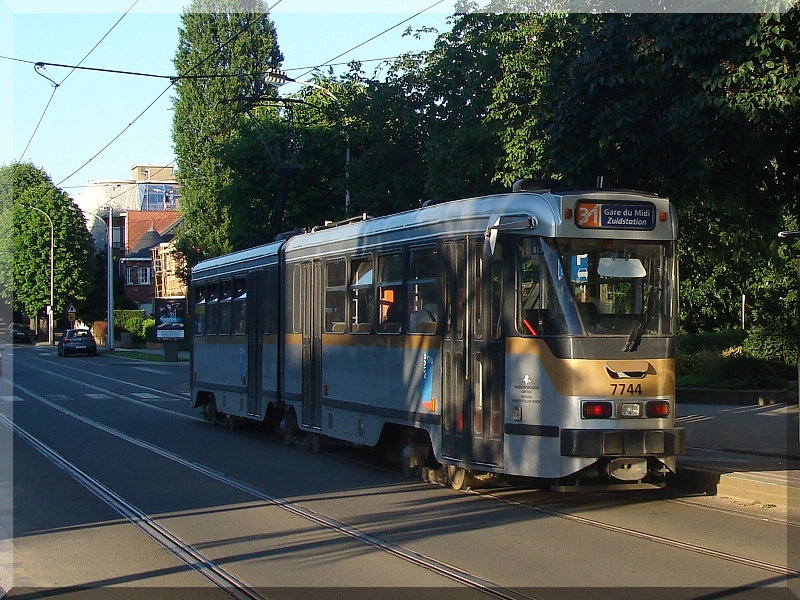
La ligne 31 est la seule ligne de soirée qui a une mention barrée sur les bobines PCC.

La ligne 31 du tramway de Bruxelles emprunte les tunnels de l'axe Nord-Sud entre la Gare du Nord et Lemonnier puis arrive à la Gare du Midi, station extérieure sur une rue Couverte. Les 31 croisent désormais les 83, puis après s'être engouffrés dans le tunnel Constitution, ils ressortent au niveau de la place Bara qu'ils desservent, tout seuls, à nouveau. Les tramways poursuivent sur la rue de Fiennes, desservent la place du Conseil, la rue Van Lint, le square Albert I et roulent ensuite sur la chaussée de Mons. Ils desservent une station permettant des correspondances avec beaucoup d'autres lignes de bus, Cureghem, avec au passage, le square Émile Vandervelde. Les tramways empruntent ensuite la rue Wayez, traversent la place de la Résistance, et effectuent une correspondance avec le Métro ligne 5 à Saint-Guidon. Ils empruntent pour finir l'avenue Paul Janson, desservent le rond-point du Meir, continuent vers le sud-ouest sur l'avenue du Roi Soldat et l'avenue Marius Renard avant d'arriver en dessous de l'échangeur du Ring R0 où se trouve le terminus Marius Renard.

### Les stations
|  |   |  | Stations      | Lat/Long                    | Type     | Communes        | Correspondances (Train, métro, tram)        |  |
|  | - |  | ------------- | --------------------------- | -------- | --------------- | ------------------------------------------- |  |
|  | o |  | Gare du Nord  | 50° 51′ 37″ N, 4° 21′ 37″ E | Prémétro | Schaerbeek      | - SNCB                                      |  |
|  | o |  | Rogier        | 50° 51′ 19″ N, 4° 21′ 28″ E | Prémétro | Bruxelles-ville | -                                           |  |
|  | o |  | De Brouckère  | 50° 51′ 05″ N, 4° 21′ 11″ E | Prémétro | Bruxelles-ville | -                                           |  |
|  | o |  | Bourse        | 50° 50′ 53″ N, 4° 20′ 58″ E | Prémétro | Bruxelles-ville | (T) · (3) · (4) · (32)                      |  |
|  | o |  | Anneessens    | 50° 50′ 39″ N, 4° 20′ 44″ E | Prémétro | Bruxelles-ville | (T) · (3) · (4) · (32)                      |  |
|  | o |  | Lemonnier     | 50° 50′ 24″ N, 4° 20′ 27″ E | Prémétro | Bruxelles-ville | (T) · (3) · (4) · (32) · (51) · (82) · (83) |  |
|  | o |  | Gare du Midi  | 50° 50′ 12″ N, 4° 20′ 15″ E |          | Saint-Gilles    | - SNCB                                      |  |
|  | o |  | Bara          | 50° 50′ 20″ N, 4° 20′ 14″ E |          | Anderlecht      | (T) · (81)                                  |  |
|  | o |  | Fiennes       | 50° 50′ 21″ N, 4° 20′ 00″ E |          | Anderlecht      | (T) · (81)                                  |  |
|  | o |  | Conseil       | 50° 50′ 21″ N, 4° 19′ 47″ E |          | Anderlecht      | (T) · (81)                                  |  |
|  | o |  | Albert I      | 50° 50′ 21″ N, 4° 19′ 23″ E |          | Anderlecht      | (T) · (81)                                  |  |
|  | o |  | Cureghem      | 50° 50′ 13″ N, 4° 19′ 06″ E |          | Anderlecht      | (T) · (81)                                  |  |
|  | o |  | Douvres       | 50° 50′ 10″ N, 4° 18′ 50″ E |          | Anderlecht      | (T) · (81)                                  |  |
|  | o |  | Résistance    | 50° 50′ 08″ N, 4° 18′ 41″ E |          | Anderlecht      | (T) · (81)                                  |  |
|  | o |  | Saint-Guidon  | 50° 50′ 05″ N, 4° 18′ 21″ E |          | Anderlecht      | -                                           |  |
|  | o |  | Meir          | 50° 49′ 58″ N, 4° 18′ 08″ E |          | Anderlecht      | (T) · (81)                                  |  |
|  | o |  | Ysaye         | 50° 49′ 50″ N, 4° 17′ 50″ E |          | Anderlecht      | (T) · (81)                                  |  |
|  | o |  | Van Beethoven | 50° 49′ 44″ N, 4° 17′ 34″ E |          | Anderlecht      | (T) · (81)                                  |  |
|  | o |  | Frans Hals    | 50° 49′ 38″ N, 4° 17′ 19″ E |          | Anderlecht      | (T) · (81)                                  |  |
|  | o |  | Parc Vivès    | 50° 49′ 34″ N, 4° 17′ 09″ E |          | Anderlecht      | (T) · (81)                                  |  |
|  | o |  | Marius Renard | 50° 49′ 30″ N, 4° 16′ 54″ E |          | Anderlecht      | (T) · (81)                                  |  |

## Exploitation de la ligne

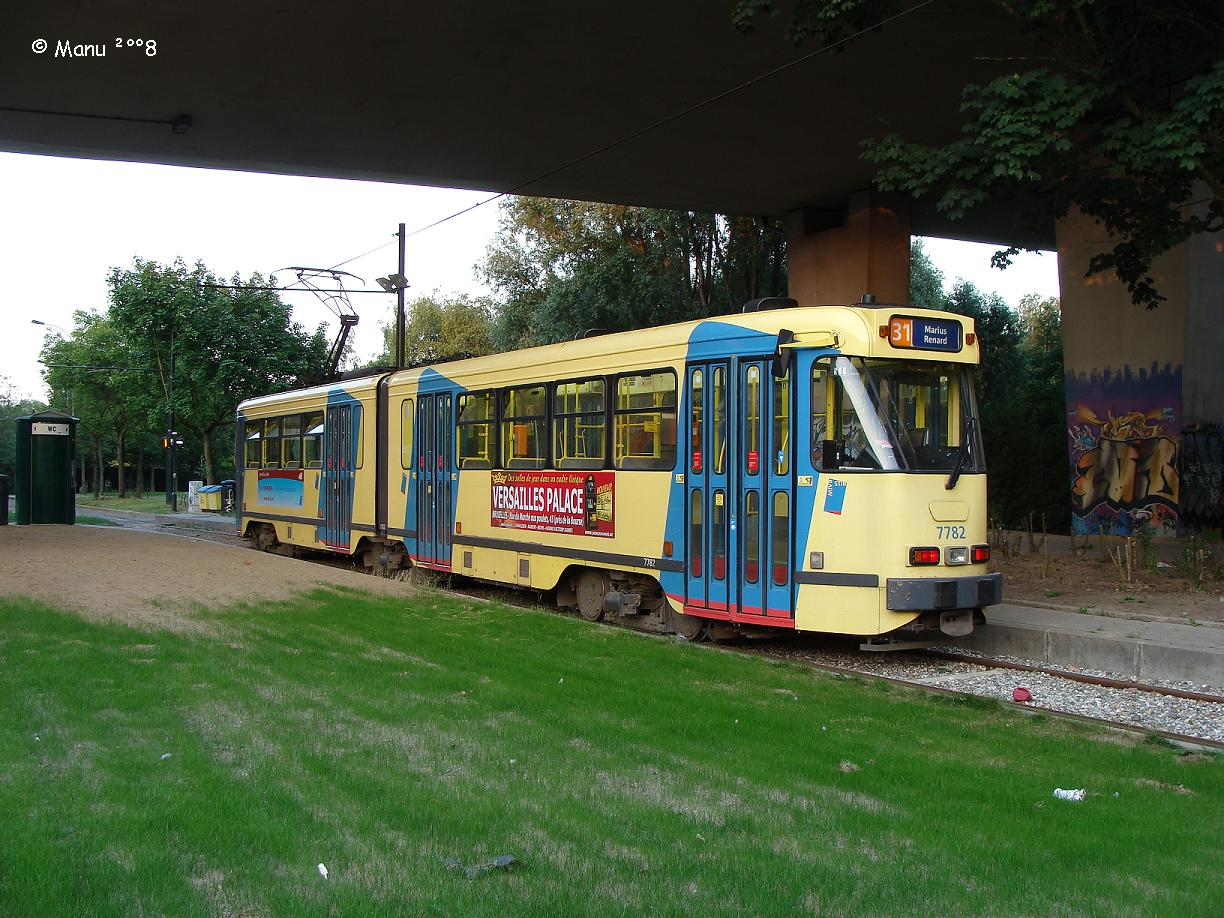
La motrice 7782 à Marius Renard

L'ancienne ligne 31 du tramway de Bruxelles est exploitée par la STIB. Elle fonctionne environ entre 20h et 1 h, tous les soirs sur la totalité du parcours et à la cadence d'un tram toutes les 20 minutes. Les tramways rallient Gare du Nord  à Marius Renard en 30 minutes environ grâce à la traversée souterraine du centre de Bruxelles en empruntant l'axe prémétro Nord-Sud.

### Matériel roulant
L'ancienne ligne 31 est équipée depuis le 1er septembre 2012 de trams T3000, les nouveaux trams à plancher bas intégral, de long gabarit et très grande capacité du réseau. À partir de cette date, tout l'axe Nord-Midi voit donc défiler ce type de tram de début à fin de service.

### Tarification et financement
La tarification de la ligne est identique à celles des autres lignes de tramway exploitées par la STIB ainsi que les réseaux urbains bruxellois TEC, De Lijn, SNCB et accessible avec les mêmes abonnements sauf sur le tronçon Bourget-Brussels Airport de la ligne 12. Un ticket peut permettre par exemple 1, 5 ou 10 voyages avec possibilité de correspondance.
Le financement du fonctionnement de la ligne, entretien, matériel et charges de personnel, est assuré par la STIB.